# 东厂胡同
东厂胡同，是位于中国北京市东城区中部的胡同。

## 简介
东厂胡同位于翠花胡同南侧，东西走向。东到王府井大街，西到东黄城根南街，南和安居里、富强胡同相通，北和东厂北巷相通。全长319米，宽7米，铺有沥青路面。
东厂胡同明朝属保大坊，称东厂，因为明朝在这里设有特务机构东厂而得名。东厂始设于明朝永乐十八年（1420年）。清朝该胡同属镶白旗，称东厂胡同。中华民国成立后沿称东厂胡同。抗日战争时期，日军占领北平，该胡同改称东昌胡同。抗日战争胜利后，恢复原名东厂胡同。文化大革命中，东厂胡同一度改称人民路十条，后来恢复原名东厂胡同。清朝末年的军机大臣荣禄的府第在胡同路北。后来其东部成为黎元洪旧居，后售给日本文化事业总委员会，1950年代后为中国科学院图书馆、中国科学院考古研究所（后改为中国社会科学院考古研究所）等占用，后又增加了中国社会科学院近代史研究所、世界历史研究所，黎元洪旧居这个大院因在王府井大街开有大门，所以门牌为王府井大街27号。1980年代至2000年代，黎元洪旧居大部分建筑被拆除。现东厂胡同内北侧开有中国社会科学院近代史研究所、世界历史研究所的大门，其余多为居民住宅。
东厂胡同西段南侧，有安居里，是南北走向的死胡同。北起东厂胡同，南不通行。全长80米，宽3米，铺有沥青路面。民国36年（1947年）称安居里。1949年后沿称安居里。巷内都是居民住宅。